# Ендрю Янг
Ендрю Янг — підприємець, адвокат, філантроп, засновник неприбуткової організації Venture for America. Народився 13 січня 1975 року у сім'ї імігрантів із Тайваня. Учасник праймеріз від Демократів на Президентських виборах у 2020 році.
Розпочав президентську кампанію 6 листопада 2017 року. Своєю головною ініціативою він вважає «дивіденд свободи» (гарантований мінімум), що має виплачуватися кожному американцю старше 18 років. Це повинно побороти виклики, що з'явилися зі зменшенням потреби у робочій силі під час зростання автоматизації виробництва. Також його програма має пункти «Медичне забезпечення для всіх» та «Людиноцентричний капіталізм». Янг підтримує легалізацію марихуани та декриміналізацію опіоїдів. Вважає великою проблемою хакерські атаки Росії на енергетичні підприємства та її втручання у вибори. Ілон Маск публічно підтримав цього кандидата.
Гасла його кампанії: «Людство передусім!», «Змусьмо Америку думати сильніше!», «Не вліво, не право. Уперед!»